# Reuilly – Diderot (stanice metra v Paříži)

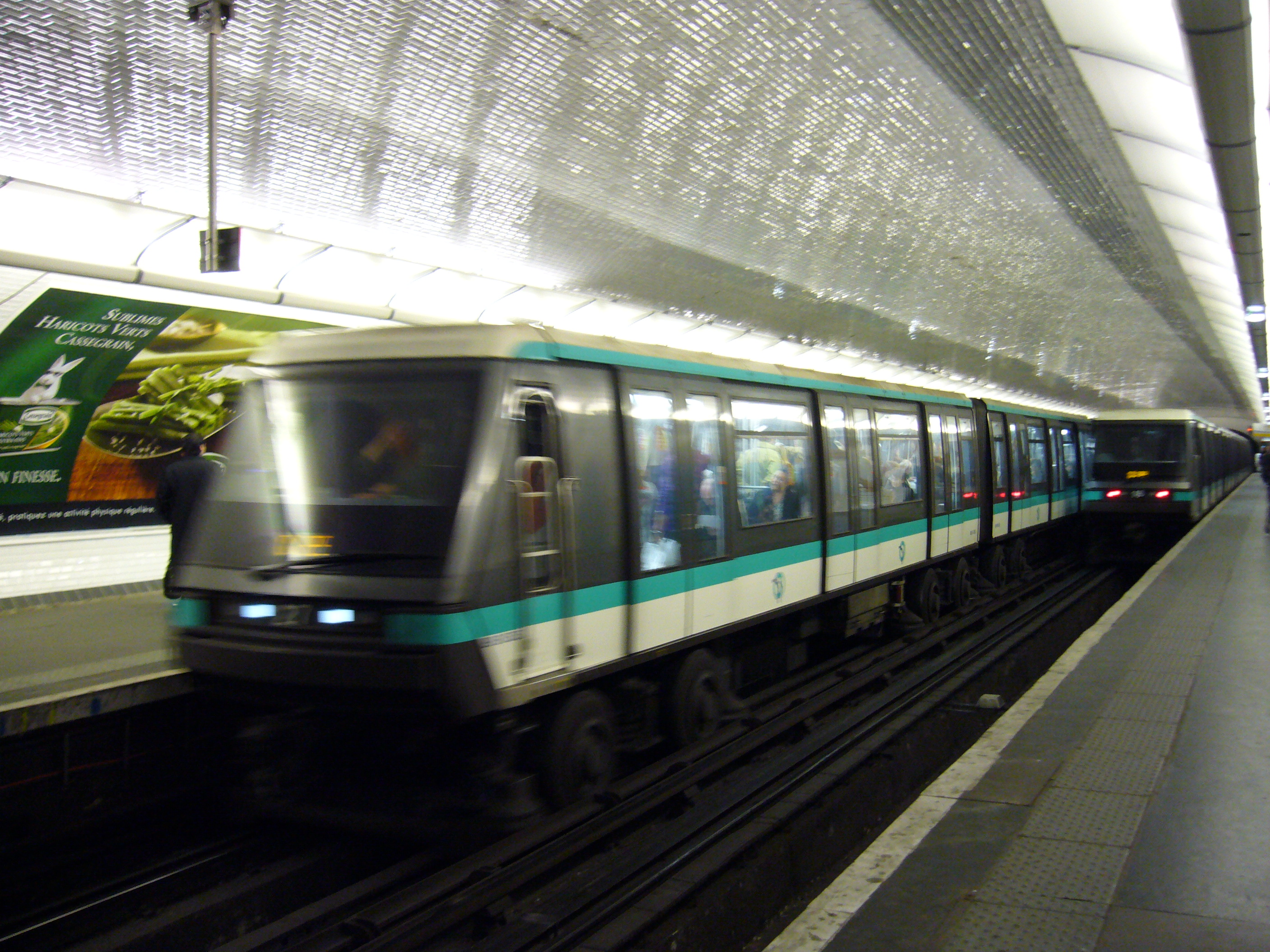
Nástupiště linky 1

Reuilly – Diderot je přestupní stanice pařížského metra mezi linkami 1 a 8 ve 12. obvodu v Paříži. Nachází se na křižovatce ulic Rue de Reuilly a Boulevard Diderot. Nástupiště linky 1 leží pod Boulevardem Diderot mezi ulicemi Rue de Reuilly a Rue de Chaligny a nástupiště linky 8 se nachází pod Rue de Reuilly jižně od křižovatky.

## Historie
Stanice byla otevřena 20. srpna 1900 s mírným zpožděním oproti provoznění prvního úseku linky 1. Dne 5. května 1931 přibylo nástupiště linky 8, když byla tato trať prodloužena ze stanice Richelieu – Drouot do Porte de Charenton.
V rámci modernizace a přechodu na automatizovaný provoz na lince 1 byla nástupiště na stanici upravena během víkendu 31. května a 1. června 2008.

## Název
Původní název stanice zněl Rue de Reuilly podle zdejší ulice. Rue de Reuilly je pojmenována po bývalé osadě Reuilly, která zanikla při rozšíření předměstí Faubourg Saint-Antoine.
Při zprovoznění linky 8 dne 5. května 1931 získala stanice dnešní název Reuilly - Diderot podle Boulevardu Diderot. Denis Diderot (1713–1784) byl spisovatel a filozof, který se podílel na tvorbě Encyklopedie.

## Vstupy
Stanice má čtyři východy vedoucí na Boulevard Diderot před domy č. 116, 118, 73 a 90.